# Wasserschloss Unterwittelsbach

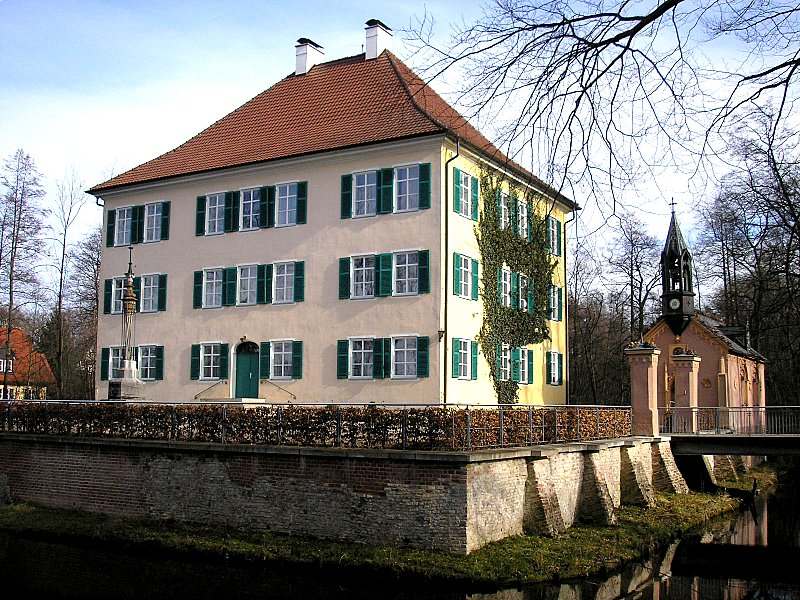
Gesamtansicht über den Graben

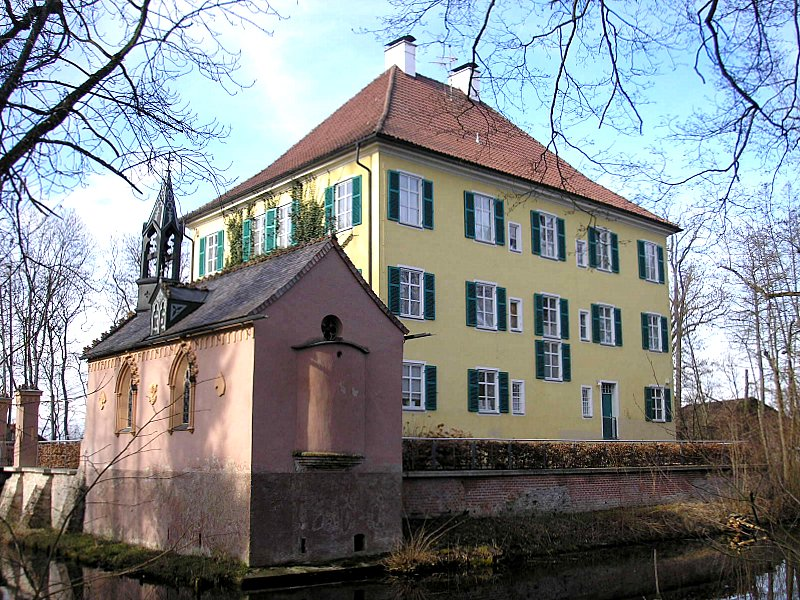
Die Rückseite der Schlossanlage

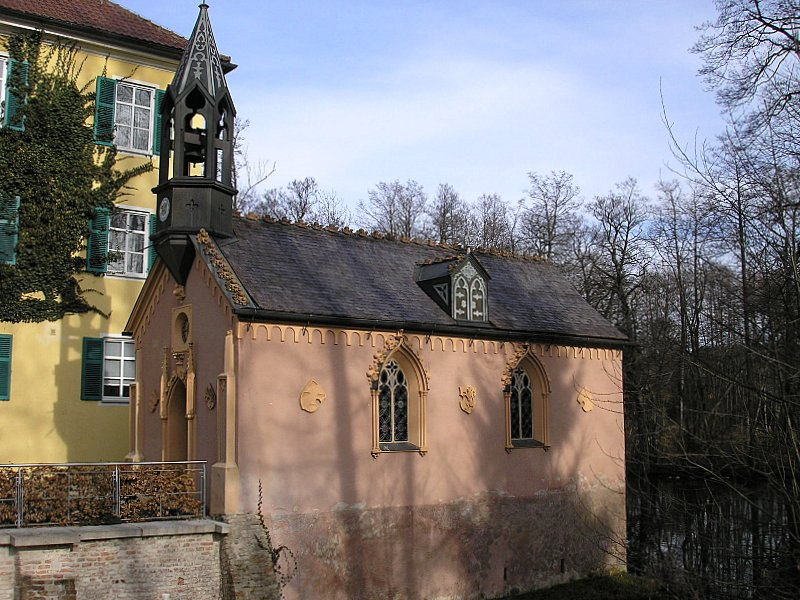
Die neugotische Schlosskapelle Sankt Ulrich, Afra und Jungfrau Maria

Das Wasserschloss Unterwittelsbach in Unterwittelsbach bei Aichach in Bayern, im Volksmund auch Sisi-Schloss oder einfach nur das Schloss genannt, ist ein ehemaliges Jagdschloss des Herzogs Max in Bayern. Zum Wasserschloss gehört auch die katholische Kapelle Sankt Ulrich, Afra und Jungfrau Maria.

## Geschichte
Die erste geschichtliche Erwähnung des Wasserschlosses datiert auf das Jahr 1126. Zu dieser Zeit stand aber noch eine andere Burg an diesem Platz. Bis 1500 war es im Besitz der Grafen von Sandizell, dann ging es in den Besitz der Herren von Burgau über. 1533 erwarb das Kloster St. Ullrich und Afra in Augsburg den Besitz, 1537 zogen Benediktinermönche dort ein und ließen das Schloss zur heutigen Gestalt umbauen. 1777 kaufte es der Landesbischof von Reindl. Dieser verkaufte es aber bereits 1781 wieder an Kurfürst Karl Theodor. Dessen Familie versteigerte es im Jahre 1811 an einen Arnold von Link, der es dann schließlich im Jahre 1838 an Herzog Max in Bayern verkaufte. Der Herzog nutzte den Bau als Jagdschloss und zur Erholung,  weil es abseits des Trubels der bayrischen Staatsgeschäfte lag.
Der Herzog nannte das Schloss „seine Burg“, wohl auch wegen der Nachbarschaft zur Stammburg der Wittelsbacher, der Burg Wittelsbach in Oberwittelsbach. Bekanntheit erlangte das Schloss dadurch, dass eine der Töchter des Herzogs Elisabeth von Österreich-Ungarn war, die seit den 1950er Jahren durch die Sissi-Filme international populär wurde.
Bis 1955 blieb das Schloss in Familienbesitz, wurde aber ab 1940 als Notunterkunft von Flüchtlingen und Heimatvertriebenen genutzt. 1955 kaufte es der Fürst zu Fürstenberg als Wohnsitz für seine gerade verheiratete Tochter. 1972 kaufte es eine Familie aus München, um es 1977 weiterzuverkaufen.
Von 1977 bis 1999 diente das Schloss als Haupthaus einer Einrichtung zur Erziehungshilfe für Jugendliche. 1999 erwarb es die Stadt Aichach und machte es nach einer Restaurierung wieder der Öffentlichkeit zugänglich; nun beherbergt es ein Sisi-Museum, das alljährlich eine Sonderausstellung zeigt.